# Lucius Cornelius Scipio Asiaticus (Konsul 190 v. Chr.)

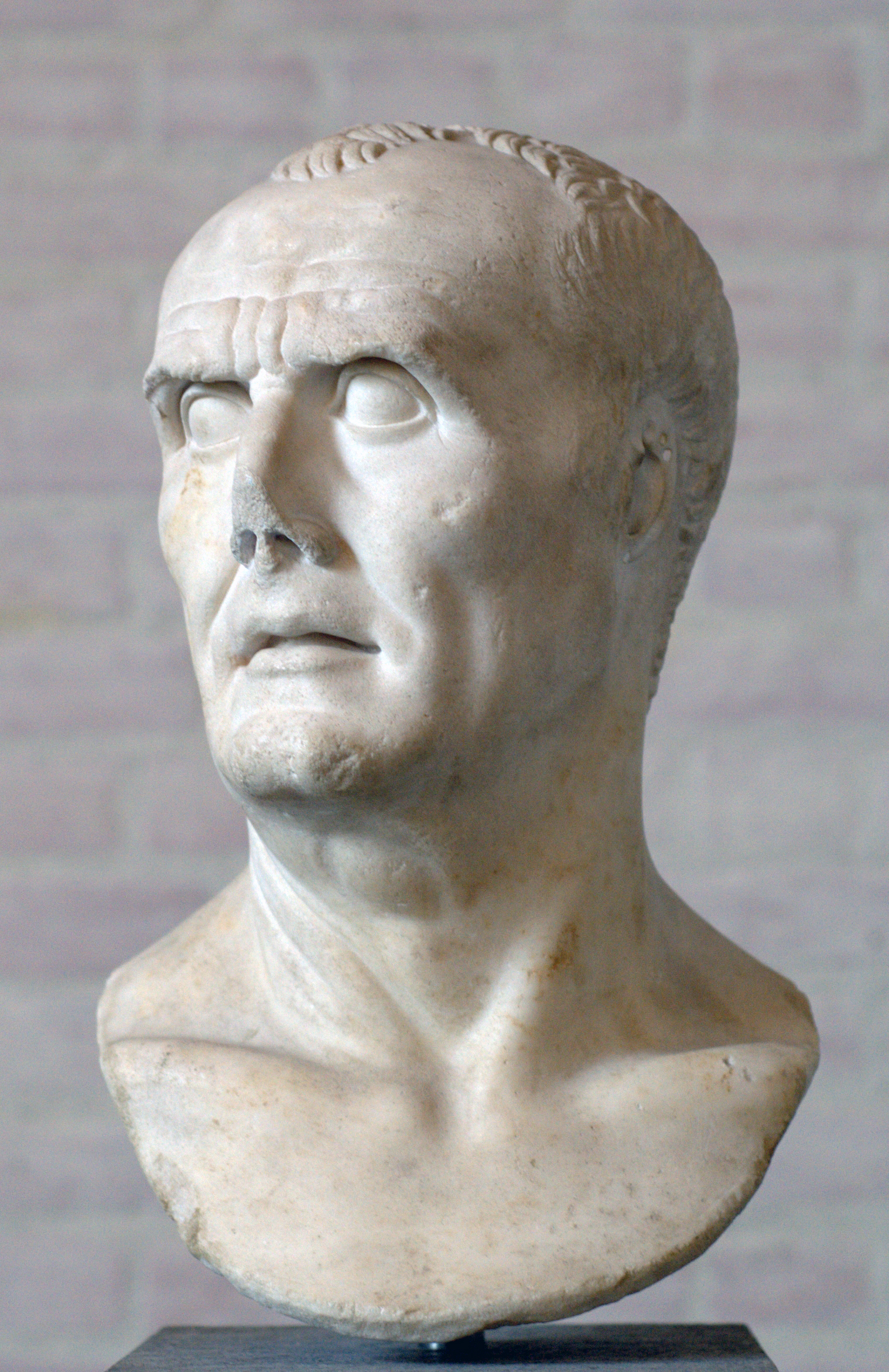
Büste, die Filippo Coarelli als Scipio Asiaticus identifiziert, zuvor Marius zugeschrieben, als Pendant zu weiteren Scipionenbüsten möglicherweise vom Grab der Scipionen (heute Glyptothek, München)

Lucius Cornelius Scipio Asiaticus (auch Asiagenes oder Asiagenus) war ein römischer Politiker und Feldherr des 3./2. Jahrhunderts v. Chr.
Er war der Sohn des Publius Cornelius Scipio, Konsul 218 v. Chr., und Bruder des wichtigsten Vertreters der Familie der Cornelii Scipiones, des älteren Publius Cornelius Scipio Africanus.
Lucius Cornelius Scipio begann seine öffentliche Karriere als Legat bei den Feldzügen seines Bruders in Spanien, Afrika und Sizilien während des Zweiten Punischen Kriegs. Als Prätor verwaltete er im Jahr 193 v. Chr. Sizilien und kämpfte ab 191 v. Chr. in Griechenland gegen den Seleukiden Antiochos III., wobei er von seinem Bruder Publius Cornelius Scipio Africanus als Militärberater unterstützt wurde.
Als Konsul des Jahres 190 v. Chr. hatte er den Oberbefehl in der entscheidenden Schlacht bei Magnesia. Nach Abschluss des Friedens von Apameia 188 v. Chr. wurde ihm ein Triumph in Rom gestattet; aufgrund seiner militärischen Erfolge im Osten führte er den Ehrentitel Asiaticus. Der politische Prozess, der 187 v. Chr. gegen ihn wegen Bestechung durch Antiochos und Unterschlagung von Staatsgeldern geführt wurde, beendete seine politische Karriere.

## Weblink
- Bild und Beschreibung einer dem Scipio Asiaticus zugeschriebenen Büste